# (73883) Asteraude
(73883) Asteraude est un astéroïde de la ceinture principale.

## Description
(73883) Asteraude est un astéroïde de la ceinture principale. Il fut découvert le 16 février 1997 à Castres par Alain Klotz. Il présente une orbite caractérisée par un demi-grand axe de 2,36 UA, une excentricité de 0,15 et une inclinaison de 8,3° par rapport à l'écliptique.

## Compléments